# 1973

## Събития
- 22 януари – Нает „Боинг 707“ избухва в пламъци при кацане на международното летище „Кано“, Кано, Нигерия и убива 176 души.
- 21 февруари – Над Синайски полуостров израелски изтребител свалят самолета при полет 114 на „Либиян Араб Еърлайнс“ и по този начин убиват 108 души на борда.
- 10 април – Самолетът при полет 435 на „Инвикта Интернешънъл Еърлайнс“ катастрофира по време на подхода към Базел, Швейцария и убива 108 души.
- 18 май – Самолетът при полет 109 на „Аерофлот“ е отвлечен по време на полет и впоследствие унищожен, когато бомбата на похитителя експлодира и убива всичките 82 души на борда.
- 31 май – Самолетът при полет 440 на „Индиан Еърлайнс“ катастрофира близо до международното летище Палам в Делхи, Индия и убива 48 души.
- 20 юли – Самолетът при полет 404 на „Джапан Еър Лайнс“ със 123 пътници и 22 членове на екипажа на борда, е отвлечен от Народния фронт за освобождение на Палестина и Японската „червена армия“.
- 22 юли – Самолетът при полет 816 на „Пан Ам“ се разбива до летището в Папеете малко след излитане и убива 78 души от общо 79 пътници и екипаж на борда.
- 31 юли – Самолетът при полет 723 на „Делта Еър Лайнс“ се разбива при заход за кацане на международното летище „Логан Бостън“, Бостън и убива всички 89 души на борда.
- 11 септември – Военен преврат в Чили, извършен от Аугусто Пиночет.
- 6 октомври – Война от Йом Кипур: Египет и Сирия, с подкрепата и на други арабски страни, нападат държавата Израел. Денят е Йом Кипур – един от най-големите празници за евреите.
- 13 октомври – Самолетът при полет 964 на „Аерофлот“ катастрофира край Москва и убива 122 души на борда.
- 17 ноември – Кулминация на масовите протестни действия срещу диктатурата в Националната мецовска политехника в Атина, Гърция.
- 17 декември – 30 пътници са убити при нападение на палестински терористи на летище „Леонардо да Винчи – Фиумичино“ в Рим.
- В САЩ е забранено внасянето на автомобили с променлива височина на клиренса./Ситроен/
- Институциите на Европейския съюз започват поредицата от статистически проучвания Евробарометър

## Родени
- Весела Тотева, български журналист († 2019 г.)
- 4 януари – Росен Кирилов, български футболист
- 11 януари – Рокмонд Дънбар, американски актьор
- 14 януари – Джанкарло Физикела, пилот от Формула 1
- 20 януари – Румен Истревски, български футболист
- 22 януари – Рожерио Сени, бразилски футболен вратар
- 3 февруари – Чавдар Атанасов, български футболист
- 4 февруари – Красимир Паскалев, български футболист
- 5 февруари – Станислав Димитров, български актьор
- 6 февруари – Владимир Иванов, български футболист
- 7 февруари – Боян Петров, български зоолог и алпинист
- 9 февруари – Иван Тончев, български футболист
- 12 февруари – Тара Стронг, американска актриса
- 16 февруари – Кати Фрийман, австралийска лекоатлетка
- 22 февруари 
  - Пламен Кралев, автомобилен състезател
  - Шота Арвеладзе, грузински футболист
- 24 февруари – Йордан Йовчев, български гимнастик
- 26 февруари – Андре Танебергер, немски диджей
- 4 март – Михаил Михайлов, български футболист
- 6 март – Даниел Островски, български футболист
- 10 март – Ева Херцигова, чешка актриса и супермодел
- 11 март – Мартин Хиден, австрийски футболист
- 19 март – Александър Валентинов, български футболист
- 29 март – Златан Василев, български състезател по вдигане на тежести
- 30 март – Адам Голдстейн, американски диджей († 2009 г.)
- 6 април – Румяна Нейкова, българска състезателка по гребане
- 10 април – Гийом Кане, френски актьор
- 12 април – Юрий Иваников, български футболист
- 13 април
  - Андрей Цеков, български политик и юрист 
  - Килиан Албрехт, австрийско-български скиор
  - Добрина Чешмеджиева, българска журналистка, телевизионна водеща
- 14 април 
  - Роберто Аяла, аржентински футболист
  - Ейдриън Броуди, американски актьор
- 15 април – Дамян Савов, български артист и шоумен
- 17 април – Илиян Василев, български футболист
- 21 април – Алексей Дионисиев, български футболист
- 28 април – Хорхе Гарсия, американски актьор от испански произход
- 29 април – Мартин Кесиджи, немски музикант
- 2 май – Ивелин Спасов, български футболист
- 3 май – Ивайло Петров, български футболист
- 8 май 
  - Арелано, мексикански футболист
  - Мая, българска попфолк певица
- 11 май – Алексей Александров, беларуски шахматист
- 14 май – Натали Апълтън, канадско-английска поп певица
- 24 май – Руслана Лижичко, украинска певица, танцьорка, продуцент и композитор
- 25 май – Моли Симс, американска актриса и модел
- 1 юни – Петър Калчев, български актьор
- 5 юни – Ивелин Първанов, български писател и политик
- 6 юни – Джаки Аркльов, шведски неонацист
- 11 юни – Ализан Яхова, български политик и икономист
- 13 юни – Каша Ковалска, полска певица, композиторка и текстописка
- 14 юни
  - Пламен Константинов, български волейболист
  - Гергана Паси, български политик
  - Цеца Величкович-Ражнатович, сръбска фолк певица
- 15 юни – Зилке Шойерман, немска писателка
- 16 юни – Стефан Митров, български поп-певец
- 19 юни – Юко Накадзава, японска актриса и певица
- 20 юни – Чино Морено, американски музикант
- 21 юни – Джулиет Люис, американска актриса
- 27 юни – Антон Евтимов, български футболист
- 28 юни 
  - Глория, българска попфолк певица
  - Николай Възелов, български футболист
- 2 юли 
  - Васил Банов, български футболист
  - Денислав Калчев, български плувец
- 4 юли – Гакт Камуи, японски певец
- 12 юли 
  - Биляна Раева, български политик
  - Кристиан Виери, италиански футболист
- 14 юли – Халил Мутлу, турски щангист
- 15 юли – Иван Бърнев, български актьор
- 19 юли – Владимир Йонков, български футболист
- 23 юли 
  - Дани Филт, британски певец
  - Моника Люински, американка, бивша стажантка в Белия дом
- 26 юли – Кейт Бекинсейл, английска актриса
- 29 юли – Стефания Колева, българска актриса
- 30 юли – Еми Стамболова, българска попфолк певица
- 3 август – Джей Кътлър, американски културист
- 5 август – Росица Пейчева, българска фолклорна и попфолк певица
- 6 август – Томислав Дончев, български политик
- 9 август – Филипо Индзаги, италиански футболист
- 12 август – Хари Бориславов, български футболист
- 15 август – Адам Уилърд, американски барабанист
- 19 август 
  - Андреа Феро, италиански музикант
  - Марко Матераци, италиански футболист
- 21 август – Тодор Георгиев, български актьор и музикант
- 24 август – Грей ДеЛайл, американска актриса и певица
- 25 август – Фатих Акин, германски режисьор
- 12 септември – Пол Уокър, американски актьор († 2013 г.)
- 14 септември – Румен Иванов, български футболист
- 23 септември – Артим Шакири, македонски футболист
- 3 октомври – Лина Хийди, английска актриса
- 7 октомври 
  - Дида, бразилски футболист
  - Сами Хюупия, финландски футболист
- 13 октомври – Добромир Славчев, български писател
- 18 октомври – Сергей Безруков, руски актьор и певец
- 23 октомври – Матю Куик, американски писател
- 27 октомври – Веселин Недев, български политик и предприемач
- 29 октомври – Робер Пирес, френски футболист
- 1 ноември – Айшвария Рай, индийска актриса
- 3 ноември – Таня Боева, българска попфолк певица
- 12 ноември – Рада Мичъл, австралийска актриса
- 14 ноември – Станимир Лефтеров, български футболист
- 25 ноември – Димитър Мутафов, български футболист
- 26 ноември – Даниела Стоичкова, българска народна певица и преподавателка
- 1 декември – Дичо, български поп-рок певец
- 2 декември – Моника Селеш, американска тенисистка
- 4 декември – Тайра Банкс, американска манекенка
- 6 декември – Стефан Шилев, български политик и икономист
- 10 декември – Габриела Спаник, венецуелска актриса
- 11 декември – Мос Деф, американски музикант
- 12 декември – Бони, българска попфолк певица
- 16 декември – Мариза, португалска певица
- 18 декември – Андрей Арадиц, румънски актьор
- 24 декември – Иван Христанов, български политик и икономист
- 29 декември – Оля Стоилова, български учен

## Починали
- 31 януари – Рагнар Фриш, норвежки икономист (р. 1895 г.)
- 21 февруари – Никола Мирчев, български художник (р. 1921 г.)
- 25 февруари – Димитър Пешев, български политик (р. 1894 г.)
- 6 март – Пърл Бък, американска писателка (р. 1892 г.)
- 21 март – Петър Нешев, български партизанин и офицер (р. 1901 г.)
- 8 април – Пабло Пикасо, испански художник и скулптор (р. 1881 г.)
- 11 април – Людмил Стоянов, български филолог (р. 1886 г.)
- 20 май – Ярно Сааринен, финландски мотоциклетен състезател (р. 1945 г.)
- 21 май – Иван Конев, съветски маршал (р. 1897 г.)
- 7 юни – Кристине Лавант, австрийска поетеса, белетристка и художничка (р. 1915 г.)
- 29 юни – Атанас Дачев, български революционер (р. 1883 г.)
- 4 юли – Леонид Щейн, украински шахматист (р. 1934 г.)
- 7 юли – Макс Хоркхаймер, германски социолог и философ (р. 1895 г.)
- 20 юли – Брус Лий, майстор на бойните изкуства и актьор (р. 1940 г.)
- 31 юли – Анибале Бергонзоли, италиански офицер (р. 1884 г.)
- 2 август – Жан-Пиер Мелвил, френски кино-режисьор (р. 1917 г.)
- 11 август – Карл Циглер, немски химик и носител на Нобелова награда за химия през 1963 г. (р. 1898 г.)
- 2 септември – Джон Роналд Руел Толкин, британски писател и филолог (р. 1892 г.)
- 5 септември – Милко Мирчев, български археолог (р. 1906 г.)
- 11 септември – Салвадор Алиенде, чилийски политик и президент на страната (1970 – 73) (р. 1908 г.)
- 23 септември – Пабло Неруда, чилийски поет и писател (р. 1904 г.)
- 25 септември – Асен Пейков, български скулптор (р. 1908 г.)
- 30 септември – Михаил Венедиков, български геодезист (р. 1905 г.)
- 2 октомври – Пааво Нурми, финландски бегач (р. 1897 г.)
- 8 октомври – Габриел Марсел, френски философ (р. 1889 г.)
- 17 октомври – Ингеборг Бахман, австрийска поетеса и белетристка
- 25 октомври – Абебе Бикила, етиопски лекоатлет (р. 1932 г.)
- 26 октомври – Семьон Будьони, съветски военачалник (р. 1883 г.)
- 9 ноември – Апостол Карамитев, български актьор (р. 1923 г.)
- 12 ноември – Иван Точко, македонски писател (р. 1914 г.)
- 24 ноември – Николай Камов, руски/съветски авиоконструктор (р. 1902 г.)
- 25 ноември – Лорънс Харви, британски актьор (р. 1928 г.)
- 1 декември – Давид Бен-Гурион, израелски политик (р. 1886 г.)
- 17 декември – Чарлз Грийли Абът, американски астрофизик (р. 1872 г.)
- 30 декември – Димитър Съсълов, български историк (р. 1893 г.)

## Нобелови награди
- Физика – Брайън Дейвид Джозефсон, Лео Есаки, Айвър Джайъвър
- Химия – Ернст Ото Фишер, Джефри Уилкинсън
- Физиология или медицина – Карл фон Фриш, Конрад Лоренц, Нико Тинберген
- Литература – Патрик Уайт
- Мир – Хенри Кисинджър, Ле Дък Тхо
- Икономика – Василий Леонтиев